# آنجا که عشق یافت می‌شود
آنجا که عشق یافت می‌شود (به هندی: Jahan Pyar Miley) فیلمی محصول سال ۱۹۶۹ و به کارگردانی لک تاندون است. در این فیلم بازیگرانی همچون شاشی کاپور، هما مالینی، نادره، هلن ایفای نقش کرده‌اند.